# Амирасланов, Азер Кямал оглы
Азер Кямал оглу Амирасланов (азерб. Azər Kamal oğlu Əmiraslanov, 19 июля 1971, Баку, Азербайджан) — заведующий отделом экономики аппарата кабинета министров Азербайджана.

## Биография
Азер Амирасланов родился 19 июля 1971 года в Баку.

## Образование
В 1988 году поступил в Азербайджанский государственный экономический университет. После окончания университета с отличием в 1993 году поступил в аспирантуру при Институте экономики Национальной академии наук Азербайджана.

## Карьера
В 1993—1994 годах работал ведущим экономистом в Центральном банке Азербайджана и Акционерно-коммерческом агропромышленном банке, в 1994—1998 годах — старшим консультантом отдела экономического законодательства аппарата милли меджлисаа (парламента), в 1998—2000 годах работал в должности консультанта отдела по экономической политике Администрации президента Азербайджанской Республики.
В 2005—2008 годах был депутатом азербайджанского парламента.
Указом президента от 16 мая 2007 года был назначен членом наблюдательного совета Государственного нефтяного фонда Азербайджана. В 2007—2008 годах был представлен в наблюдательном совете Фонда.
Указом президента от 25 августа 2008 года был назначен заведующим отделом по вопросам аграрной политики Администрации президента, далее 31 мая 2017 года назначен помощником президента по вопросам аграрной политики — заведующим отделом. Работал в этой должности до 29 ноября 2019 года.
Указом премьер-министра от 4 декабря 2019 года назначен заведующим отделом экономики аппарата кабинета министров.
Является государственным советником первого ранга.

## Парламентская деятельность.
В 2005 году был избран депутатом парламента от Шамкирского городского избирательного округа № 98, являлся заместителем председателя комитета по экономической политике.
Был руководителем рабочей группы по межпарламентским отношениям Азербайджан — Дания, являлся членом рабочих групп по межпарламентским связям Азербайджан — США, Азербайджан — Великобритания, Азербайджан — Саудовская Аравия, Азербайджан — Кувейт, также был членом делегации парламентского сотрудничества Европейский Союз — Азербайджан и членом азербайджанской делегации в межпарламентской ассамблее СНГ.
В связи с назначением на должность начальника отдела в администрации президента его депутатские полномочия были приостановлены решением центральной избирательной комиссии.
В 2024 году на парламентских выборах в Азербайджане, которые состоялись 1 сентября, одержал победу в Агстафинском избирательном округе №108. Официально избран депутатом Милли Меджлиса Азербайджана седьмого созыва, первое заседание которого состоялось 23 сентября 2024 года.

## Академическая деятельность
В 1996 году успешно защитив кандидатскую диссертацию по теме «Проблемы государственного регулирования экономики в условиях рыночных отношений» в Институте экономики Национальной академии наук Азербайджана получил степень доктора философии по экономике.
В 2001—2002 годах преподавал курс «Мировая экономика» на английском языке в Западном университете и в Азербайджанском государственном университете языков. В 2008—2017 годах преподаватель Азербайджанского государственного экономического университета.
С 2019 года является заведующим кафедрой государственного регулирования экономики в Академии государственного управления при президенте Азербайджанской Республики.